# نیلوفر آبی رومانی
 نیلوفر آبی رومانی(نام علمی: Nymphaea lotus var. thermalis) نام یک جوره از گونه نیلوفر آبی ببری است.